# Филоксен (поэт)
Филоксен (435 до н. э. — 380 до н. э.) — древнегреческий поэт, автор дифирамбов.

## Биография
Родился на острове Китира (Кифера). О его родителях информации не сохранилось. После того как в 424 году до н. э. остров был захвачен Афинами, Филоксен попал в рабство и был продан поэту Меланиппиду. У него Филоксен получил классическое образование и увлёкся поэзией. Впоследствии Меланиппид дал Филоксену свободу.
В 380-х годах до н. э. был приглашён ко двору Дионисия I, тирана Сиракуз. Согласно легенде, тиран, сам иногда сочинявший стихи, попросил Филоксена послушать некоторые из них и оценить, однако поэт раскритиковал творчество Дионисия I, за что был отправлен им в каменоломни. Через некоторое время тиран вернул Филоксена к своему двору и снова прочитал собственную поэму. Филоксен постоял молча и развернулся, чтобы уйти. На вопрос Дионисия о том, куда он идёт, Филоксен ответил, что возвращается в каменоломни. После этого Дионисий помиловал поэта.
Впоследствии Филоксен оставил Сиракузы, путешествовал по греческим колониями в южной Италии, затем перебрался в Элладу. В 381 году до н. э. победил в поэтических состязаниях в Афинах. В конце жизни поселился в Эфесе, где и умер в 380 году до н. э.
Как поэт был известен прежде всего своими дифирамбами. Ему принадлежат 24 дифирамба и лирическая поэма о потомках Эака. Самым известным является дифирамб «Киклоп», написанный в 388 году до н. э. под влиянием пребывания в каменоломнях в Сиракузах. Афиней также упоминает его поэму «Пир».